# Stagnicola elrodianus
Stagnicola elrodianus är en snäckart som beskrevs av F. C. Baker 1933. Stagnicola elrodianus ingår i släktet Stagnicola och familjen dammsnäckor. Inga underarter finns listade i Catalogue of Life.